# Walter Grant
Walter Grant, pseudonimo di Ugo Colombini (Lucca, 16 luglio 1875 – Roma, 1973), è stato un tenore e attore italiano attivo in teatro e al cinema.

## Biografia
Figlio di Costantino Colombini, di famiglia nobile (era un conte) dopo aver frequentato l'Istituto Tecnico e una scuola di danza, nel 1896, a poco più di vent'anni, fa il suo esordio nel mondo dello spettacolo come tenore del teatro lirico: uno dei suoi cavalli di battaglia era Cavalleria rusticana di Pietro Mascagni. Nel 1911, insieme a Eugenio Torre, Giuseppe Pimazzini, Fernando Autori e altri cantanti effettuerà una tournée in Canada ottenendo successo all'His Mayesties Theatre di Montréal. In seguito passerà all'operetta (tra l'altro in Addio giovinezza! di Giuseppe Pietri) dove adotterà lo pseudonimo di Walter Grant che lo accompagna per il resto della carriera, iniziando nel contempo come attore nel teatro di prosa. 
Sul grande schermo debutta nel 1930 in uno dei primi film sonori, Corte d'assise di Guido Brignone, e a partire dal 1935 la sua presenza diventa costante. Fino al 1963 appare in una sessantina di pellicole dei generi più disparati, ma soprattutto commedie, fino ai peplum, dove sostiene ruoli di ufficiali, burberi medici o personaggi altolocati, comparendo sempre col monocolo all'occhio. Era il padre dell'attore e doppiatore Willy Colombini.

## Filmografia
- Corte d'assise, regia di Guido Brignone (1930)
- Re burlone, regia di Enrico Guazzoni (1935)
- Cavalleria, regia di Goffredo Alessandrini (1936)
- Il signor Max, regia di Mario Camerini (1937)
- Lasciate ogni speranza, regia di Gennaro Righelli (1937)
- Eravamo 7 sorelle, regia di Nunzio Malasomma (1937)
- L'allegro cantante, regia di Gennaro Righelli (1938)
- La mazurka di papà, regia di Oreste Biancoli (1938)
- L'argine, regia di Corrado D'Errico (1938)
- Stella del mare, regia di Corrado D'Errico (1939)
- Tutta la vita in una notte, regia di Corrado D'Errico (1939)
- L'ospite di una notte, regia di Giuseppe Guarino (1939)
- Due milioni per un sorriso, regia di Carlo Borghesio e Mario Soldati (1939)
- Le sorprese del divorzio, regia di Guido Brignone (1939)
- Follie del secolo, regia di Amleto Palermi (1939)
- I figli della notte, regia di Benito Perojo e Aldo Vergano (1939)
- L'amore si fa così, regia di Carlo Ludovico Bragaglia (1939)
- Finisce sempre così, regia di Enrique Susini (1939)
- Dora Nelson, regia di Mario Soldati (1939)
- Ultima fiamma (La última falla), regia di Benito Perojo (1940)
- Il ponte di vetro, regia di Goffredo Alessandrini (1940)
- Piccolo alpino, regia di Oreste Biancoli (1940)
- La danza dei milioni, regia di Camillo Mastrocinque (1940)
- La maschera di Cesare Borgia, regia di Duilio Coletti (1941)
- La compagnia della teppa, regia di Corrado D'Errico (1941)
- Caravaggio, il pittore maledetto, regia di Goffredo Alessandrini (1941)
- Teresa Venerdì, regia di Vittorio De Sica (1941)
- La bisbetica domata, regia di Ferdinando Maria Poggioli (1942)
- Il birichino di papà, regia di Raffaello Matarazzo (1942)
- Miliardi, che follia!, regia di Guido Brignone (1942)
- Sempre più difficile, regia di Renato Angiolillo e Piero Ballerini (1943)
- I nostri sogni, regia di Vittorio Cottafavi (1943)
- L'abito nero da sposa, regia di Luigi Zampa (1943)
- Il sole di Montecassino, regia di Giuseppe Maria Scotese (1945)
- La Certosa di Parma, regia di Christian-Jaque (1947)
- Gran varietà, epis. Fregoli, di Domenico Paolella (1953)
- La banda degli onesti, regia di Camillo Mastrocinque (1956)
- Al servizio dell'imperatore (Si le roi savait ça), regia di Caro Canaille (1956)
- La ragazza del Palio, regia di Luigi Zampa (1957)
- Addio alle armi (A Farewell to Arms), regia di Charles Vidor (1957)
- Cartagine in fiamme, regia di Carmine Gallone (1958)
- Ercole e la regina di Lidia, regia di Pietro Francisci (1959)
- La battaglia di Maratona, regia di Jacques Tourneur e Bruno Vailati (1959)
- L'assedio di Siracusa, regia di Pietro Francisci (1960)
- Delitto in pieno sole, regia (Plein soleil) di René Clément (1960)
- Saffo, venere di Lesbo, regia di Pietro Francisci (1960)
- Signori si nasce, regia di Mario Mattoli (1960)
- Il ladro di Bagdad, regia di Arthur Lubin e Bruno Vailati (1961)
- Rosmunda e Alboino, regia di Carlo Campogalliani (1962)
- I soliti rapinatori a Milano, regia di Giulio Petroni (1963)
- Ercole sfida Sansone, regia di Pietro Francisci (1963)
- Resurrezione, regia di Franco Enriquez (1965) sceneggiato televisivo